# Used to Love U
Used to Love U is de debuutsingle van de Amerikaanse R&B-zanger John Legend. De single komt van het album Get Lifted, uitgebracht in 2004. In Nederland werd de single uitgebracht op 21 februari 2005. Het bevat een sample van Live In Connecticut, van de hiphop-groep Cold Crush Brothers.
Used To Love U wist in Nederland niet de Top 40 te bereiken, in tegenstelling tot de opvolger Ordinary People.

## Tracks
1. "Used to Love U" [Album Version]
2. "Used to Love U" [Sam Frank Club Mix]
3. "Used to Love U" [Yam Who? Club Mix]
4. "Money Blown"
5. "Used to Love U" [Multimedia Track]